# Château du Puiset
Le château du Puiset est un ancien château fort, du XIe siècle, qui se dresse sur l'ancienne commune du Puiset au sein de la commune nouvelle de Janville-en-Beauce dans le département français d'Eure-et-Loir, en région Centre-Val de Loire.

## Situation
Les ruines du château sont situées au nord-ouest de l'église Saint-Étienne-et-Sainte-Madeleine du Puiset. Le château se situait au sud-est d'Étampes, au carrefour d'anciennes voies antiques d'Allaines, d'où convergent les routes de Beauvais à Blois et de Paris à Orléans.

## Historique

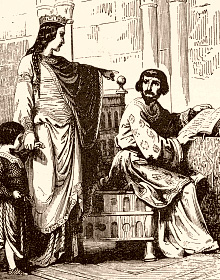
Constance d'Arles, reine des Francs, gravure de la fin du XIXe siècle.

Le site a été le témoin des luttes incessantes entre les seigneurs locaux, en lutte contre les premiers Capétiens — qui peinent à asseoir leur autorité — et l'église. C'est Robert II le Pieux (972-1031) qui le premier érige sur le site une motte castrale sur laquelle il dresse une tour de bois protégée par une enceinte. Vers 1003, il épouse Constance d'Arles (vers 986-1032) qui lui donnera six ou sept enfants, mais elle est mal aimée et divise la cour en deux camps. À la mort de son époux, elle tente d'imposer son jeune fils Robert (1011-1076) en lieu et place de l’aîné Henri Ier (1008-1060). Elle s'empare du château du Puiset et d'une partie du domaine royal, son fils Henri Ier, doit en faire le siège. Ce château d'origine royale n'a pas laissé trace dans les documents écrits des différents personnages en ayant eu la garde.
Hugues Ier du Puiset, dit Blavons et de Breteuil, mort un 23 décembre, vraisemblablement en 1096, fut le premier seigneur du Puiset. Il était fils d'Érard Ier, vicomte de Chartres et comte de Breteuil, et d'Humberge de Sours. Il était marié avec Alix de Montlhéry.
En 1067, profitant de la minorité du roi Philippe Ier de France et de la faiblesse de son autorité, il s'empara du château royal du Puiset et s'y installe. En 1073, Thibaud III, comte de Blois et de Chartres, le fit vicomte de Chartres. Il se révéla un vassal indocile qui n'hésita pas à défier l'autorité royale, allant jusqu'à lui livrer bataille en 1079 devant Le Puiset où l'armée royale fut mise en déroute. Il ne fut pas plus respectueux des autorités religieuses, car il fit prisonnier Yves, évêque de Chartres et le tint emprisonné pendant deux ans.

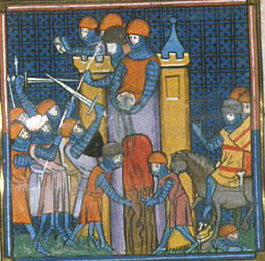
Le siège du château du Puiset. Chroniques de Saint-Denis (entre 1332 et 1350), Londres, British Library.

Il épousa Alix de Monthléry, fille de Gui Ier, seigneur de Monthléry, et d'Hodierne de Gometz. La famille de Montlhéry faisait également partie de la noblesse turbulente d'Île-de-France que le roi Louis VI le Gros devra mater une génération plus tard. Les alliances des Montlhéry constituèrent un large réseau de nobles qui s'engagèrent massivement dans les croisades.
Hugues III du Puiset (vers 1095-1132), comte de Corbeil, mort en Palestine en 1132, était fils d'Érard III, seigneur du Puiset et vicomte de Chartres, et d'Adélaïde, comtesse de Corbeil. Son père participa à la première croisade et mourut en Palestine en 1099, alors qu'il était encore enfant. Ce fut son oncle Hugues Ier du Puiset-Jaffa qui gouverna le Puiset, avant de partir en Terre sainte en 1106 où il devint comte de Jaffa.
Hugues III eut pour précepteur Thibaud d'Étampes. À peine seigneur, il se mit à opprimer et à piller les terres voisines, n'épargnant ni les églises, ni les monastères. Puis constatant l'impunité dans laquelle il exerçait ses méfaits et voulant augmenter le butin, il s'attaqua au comté de Chartres, qui était alors le douaire de sa belle-mère, la comtesse Adèle de Normandie, mère du comte Thibaut IV de Blois. Ce dernier tenta d'envoyer des soldats mater le vassal turbulent, mais sans succès. Il en appela alors au roi Louis VI le Gros. Le roi convoqua un conseil à Melun, où l'archevêque de Sens Daimbert et les évêques Jean II Flora, d'Orléans, d'Yves de Chartres, ainsi qu'Adam, l'abbé de Saint-Denis, témoignèrent contre Hugues du Puiset. Les charges étant accablantes, le roi décida d'intervenir, mais sachant que le seigneur du Puiset disposait d'une armée puissante, il agit avec prudence.

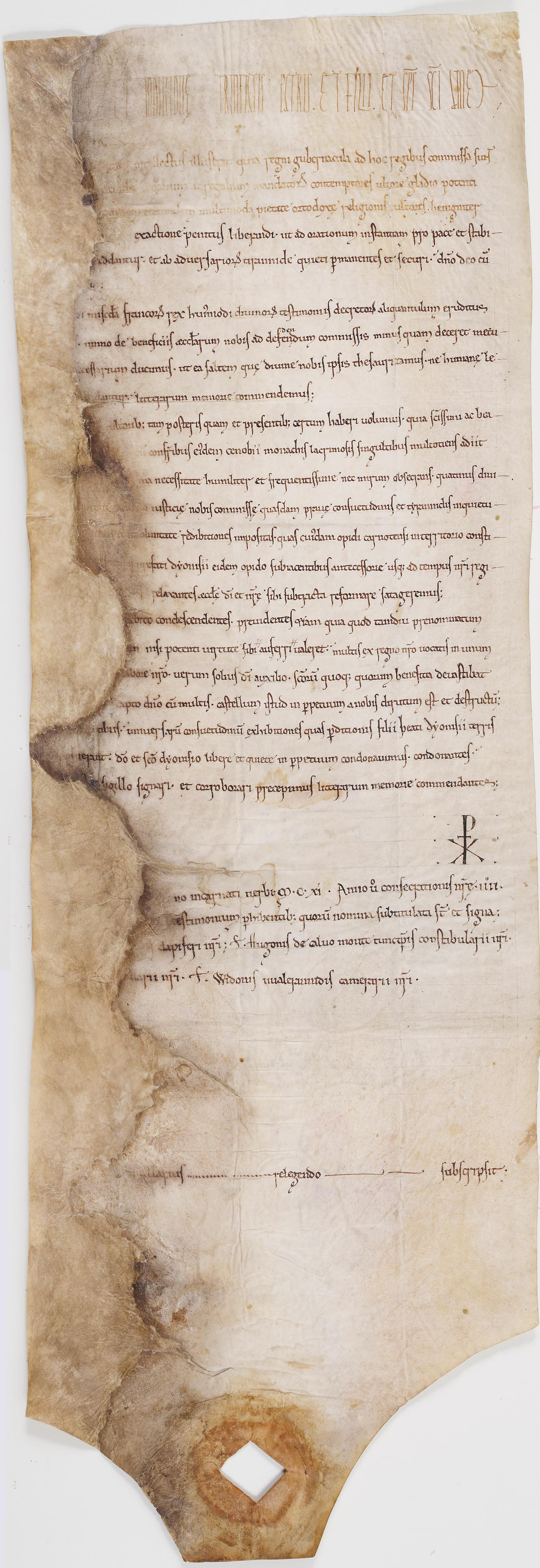
Diplôme en latin de 1111 par lequel le roi Louis VI le Gros, après avoir fait prisonnier le seigneur du Puiset, fait raser son château et abolit les coutumes établies par ce seigneur sur les terres de l’abbaye de Saint-Denis (Archives nationales).

Il cita Hugues de Puiset à son tribunal, mais ce dernier se garda de se présenter et fut condamné par défaut. Pendant ce temps, avec l'accord de l'abbé de Saint-Denis qui possédait le lieu, le roi fit édifier une forteresse à Toury, à deux lieues du Puiset, administrée par Suger. Les travaux terminés, l'ost royal fut convoqué et mit le siège devant le Puiset. Hugues incapable de résister, le château est pris et incendié. Capturé, il est incarcéré à Château-Landon en 1111.
Peu après mourut son oncle maternel, Eudes, comte de Corbeil, dont Hugues était l'unique héritier. Il parvint à négocier l'abandon de Corbeil au roi en échange de la grâce du roi et de sa libération. Profitant d'un voyage du roi en Flandre, il reconstitua une armée et attaqua Toury, aidé par les seigneurs de Monthléry et Thibaut IV, entre-temps brouillé avec le roi. Prévenu, le roi, qui n'était pas encore très éloigné de Paris, revint promptement et battit les soldats d'Hugues sous les murs de Toury. Ils s'enfuirent, mais se regroupèrent au Puiset. Louis VI assiège alors la place et après un siège difficile, le roi ordonne que Hugues soit jeté en prison et le château démoli. Hugues une fois libéré, partit combattre en Terre sainte, où il mourut en 1132.

## Description
De grands fossés ont été creusés pour défendre la forteresse et la basse-cour. À l'intérieur de cet espace se situaient deux mottes artificielles ; sur l'une d'elles fut construite la forteresse en bois, sur une motte surhaussée entourée de palissades, à laquelle on accédait au niveau du premier étage par une échelle, elle mesurait 85 mètres de diamètre. Sur la seconde motte au nord-est de la première, se trouvait la basse cour comprenant le logis du seigneur, les dépendances, écuries, salle des gardes, réserves, chapelle, ainsi que la tour de Boël également entourée d'une palissade. Le grand fossé était protégé par un rempart de terre. 
La grande enceinte ovale mesurait 420 mètres de long pour 260 mètres de large. Elle couvrait une superficie d'environ 8 hectares.

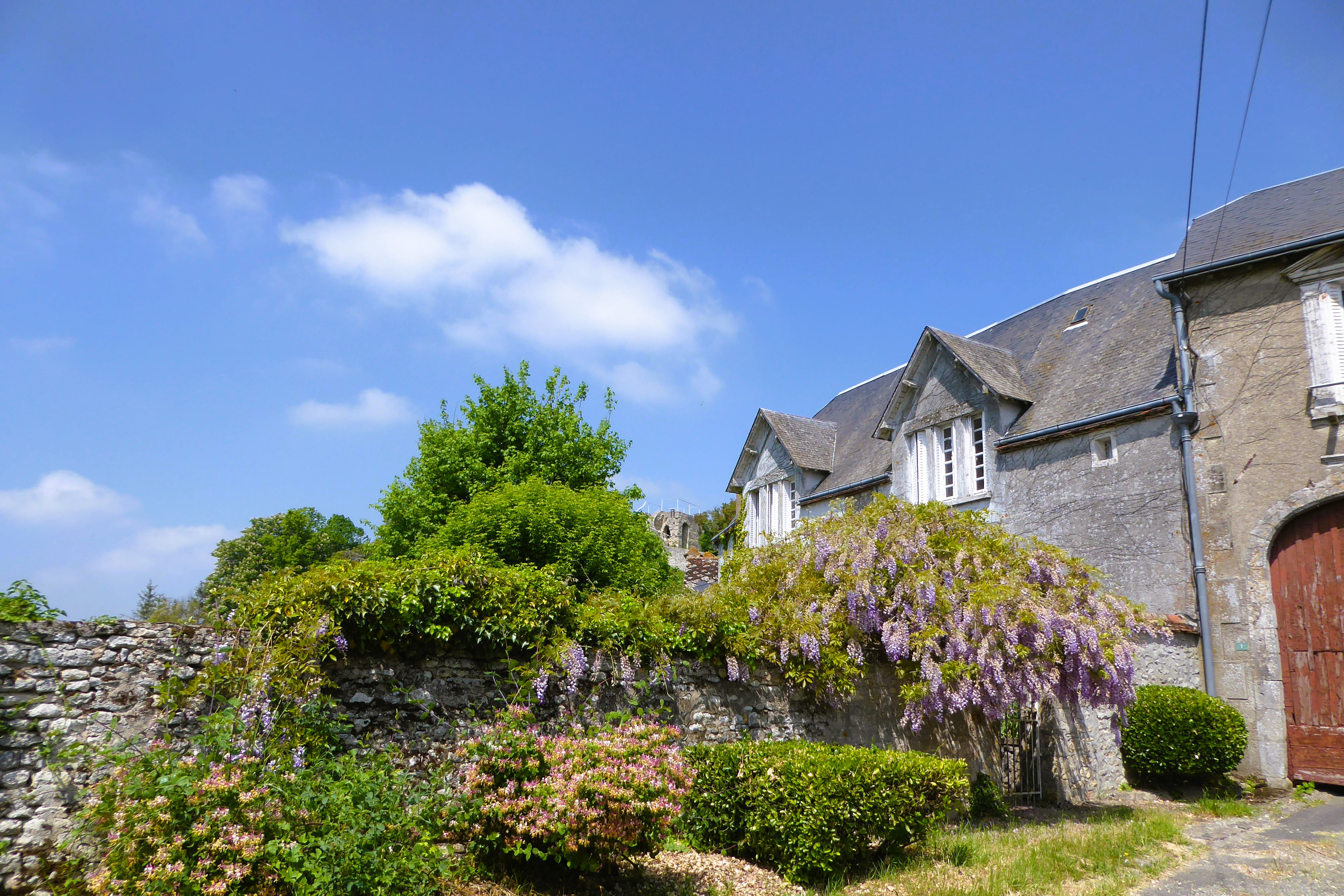
La tour de Boël derrière le corps de ferme actuel.
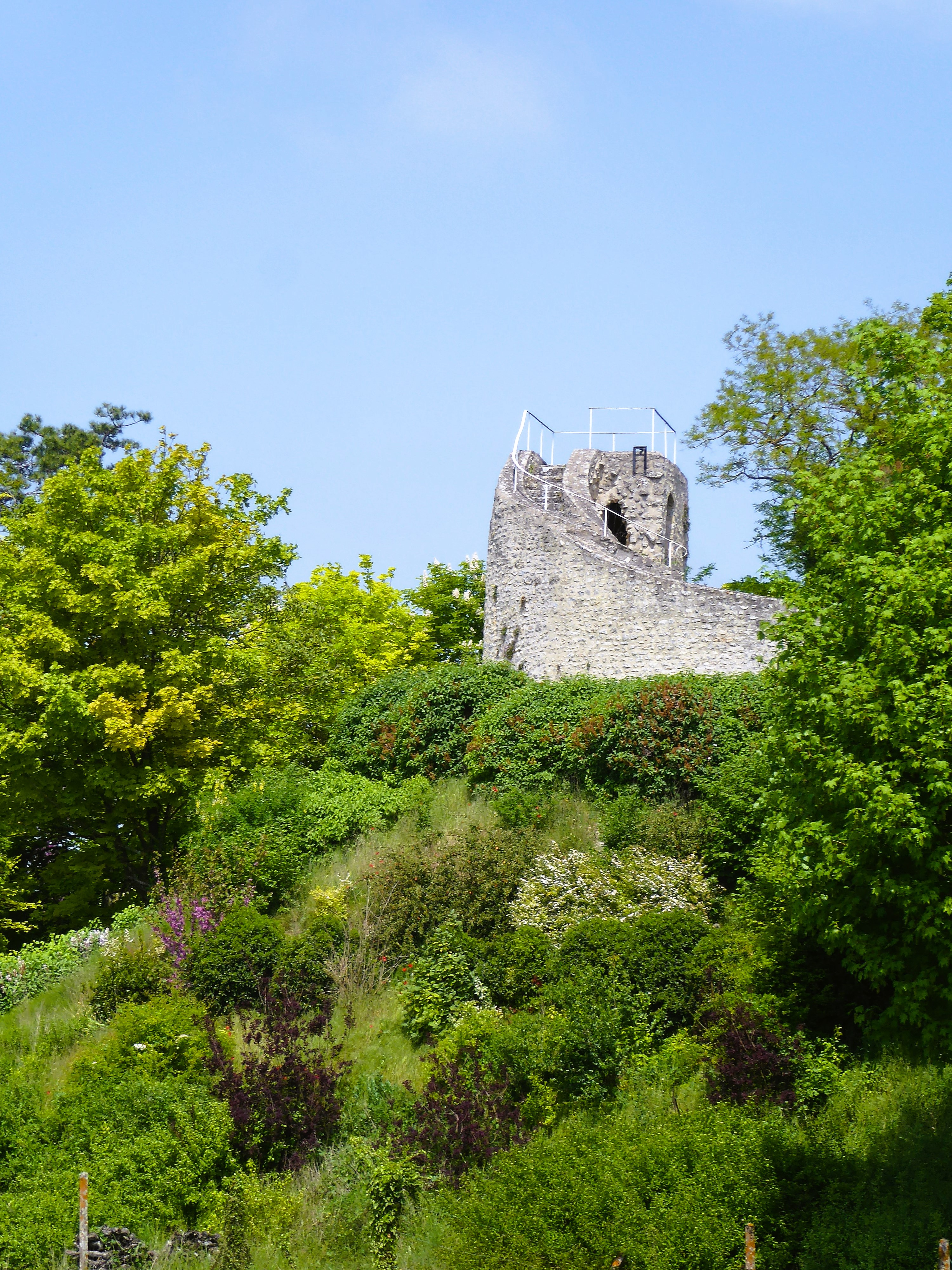
La tour de Boël.
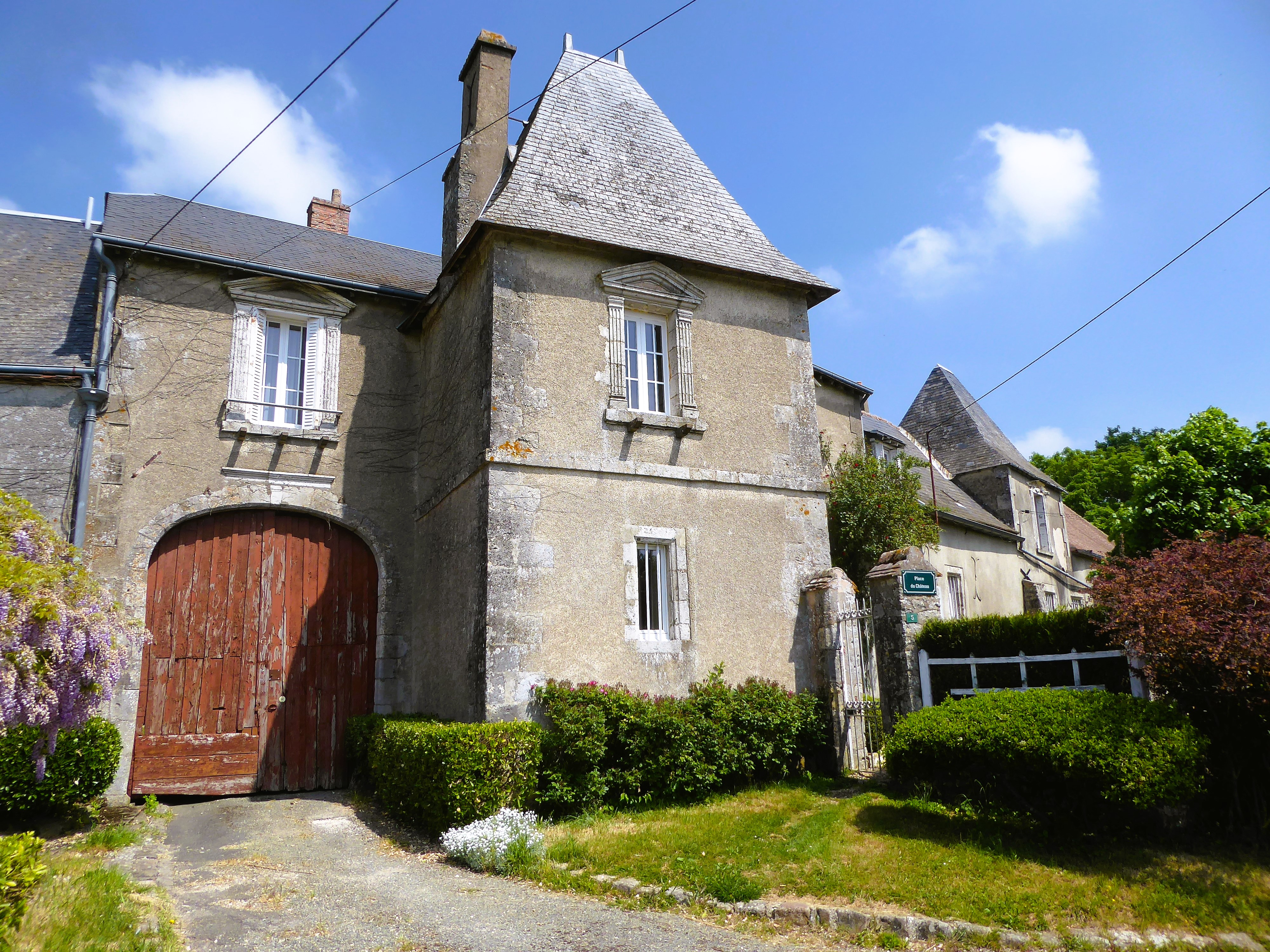
Portail en anse de panier du corps de ferme actuel.

## Fouilles archéologiques et musée Espace des seigneurs du Puiset
Le site a produit de nombreux vestiges archéologiques conservés dans un espace muséal créé par la mairie du Puiset. Les deux mottes castrales sont encore visibles, ainsi que les fossés de l'enceinte extérieure dans les parties est, nord et ouest du site. La face orientale de la grande motte est aujourd'hui éventrée.